# Anne Swärd
Anne Swärd, née le 16 février 1969, est une romancière suédoise.

## Biographie
Anne Swärd a été publiée très tôt avec des poèmes, de la prose courte et des nouvelles dans des anthologies et des magazines littéraires tels que Södra Magasinet et Katten. Elle a fait ses débuts en 1984, à l'âge de 15 ans, avec le livre pour enfants Villa humlesurr et a écrit quelques autres livres pour enfants et illustré ses propres livres et ceux des autres. Après avoir étudié l'anthropologie sociale et l'art, elle a publié son premier roman, Polarsommar, en 2003, pour lequel elle a été nommée pour un August Award au motif qu'« un puissant chœur de voix dépeint une famille en crise. Les voix individuelles se rejoignent, morceau par morceau, pour former une histoire puissante sur la façon dont les trahisons et les confrontations répétées érodent les relations humaines les plus solides. Des changements surprenants de perspective et un langage marqué par des nuances de sens très détaillées donnent à l'histoire une profondeur psychologique. » Polarsommar a reçu plusieurs prix et a été traduit en plusieurs langues.
Il a été suivi en 2006 par Kvicksand, un roman critique de la société qui se déroule à Copenhague. Il a été nommé pour le prix de littérature du magazine Vi et a reçu le tout nouveau prix Mare Kandre. Le critique Erik Löfvendahl écrit « avec une prose sobre mais poétique, Anne Swärd dépeint le chemin d'un spectateur indifférent vers un engagement actif. Les sables mouvants sont mystérieux, effrayants et divertissants ».
Au printemps 2010, son troisième roman, Till sista andetaget, a été publié.
À l'automne 2015, ses trois premiers romans ont été publiés dans un recueil intitulé Akta dig för kärleken, avec une préface nouvellement écrite.
En 2016, Anne Swärd a reçu le premier prix Helga, dans l'esprit de Hjalmar Söderberg, décerné par la Société des auteurs de Stockholm Nord.
En septembre 2017, son quatrième roman, Vera, qui raconte l'histoire de la jeune réfugiée Sandrine qui arrive en Suède pendant les dernières étapes de la Seconde Guerre mondiale, a été publié. Ingrid Bosseldal a écrit dans le Göteborgs-Posten à propos de ce livre : « Anne Swärd est une conteuse divinement douée et un poète épique de grande envergure européenne. »
Anne Swärd a été traduite dans une vingtaine de langues, dont l'anglais, le français, l'espagnol, l'italien, le russe et le persan.
Le 28 mars 2019, elle est élue à l'Académie suédoise au fauteuil no 13, succédant à Sara Stridsberg et prend place lors de l'assemblée formelle de l'Académie le 20 décembre 2019.
Swärd vit à Fyledalen, près d'Ystad. Elle a également étudié à Konstfack et a travaillé en tant qu'éducatrice artistique et illustratrice.

## Œuvres
- Villa Humlesurr, 1984
- Längtans vingslag, 1985
- Konstnärsporträtt, 1990
- Konstnärsporträtt 2, 1992
- Från hjärtat, 1999
- Småttingar, om barn – för vuxna, 2001
- Livslust, 2001
- Yster – flickan som kan allt!, 2002
- Polarsommar, 2003

- nommé pour le prix August
- traduit en français sous le titre L’été polaire par Rémi Cassaigne, Paris, Éditions Buchet/Chastel, 2016  (ISBN 978-2-283-02937-4)
- Kvinnligt, 2003
- Stillsamheter, 2005
- Kvicksandr, 2006
- Till sista andetagetr, 2010

- traduit en français sous le titre À bout de souffle par Ophélie Alegre, Paris, Maren Sell, 2011  (ISBN 978-2-35580-027-6)
- Hjärtligt, 2010